# Matthäus Mittermeier
Matthäus Mittermeier (* 27. September 1864 in Haunersdorf; † 22. März 1939 in Niederhausen) war Gutsbesitzer, Brauereibesitzer, Bürgermeister und Mitglied des Deutschen Reichstags.

## Leben
Mittermeier besuchte die Volksschule zu Haunersdorf und die Realschule zu Straubing bis 1881. Nach einiger Praxis in Brauerei und Landwirtschaft im elterlichen Betriebe besuchte er drei Lehrkurse für Brauerei in München und Weihenstephan und übernahm im Jahre 1888 das elterliche Anwesen. Seit dem Jahre 1900 war er 33 Jahre lang Bürgermeister seiner Heimatgemeinde, seit mehreren Jahren Distriktsrat, 1. Vorsitzender des landwirtschaftlichen Bezirksvereins Landau, Mitglied des landwirtschaftlichen Kreisausschusses von Niederbayern und seit 1902 auch Mitglied des Deutschen Landwirtschaftsrats.
Von 1903 bis 1907 war er Mitglied des Deutschen Reichstags für den Wahlkreis Niederbayern 2 (Straubing, Bogen, Landau, Vilshofen) und den Bayerischen Bauernbund. Nach einer Wahlabsprache mit den Nationalliberalen wurde er 1903 als „agrar-liberaler Kompromisskandidat“ aufgestellt.
Mittermeier wurde zum Ehrenbürgermeister von Haunersdorf ernannt.